# Битка при Алезия
Битката при Алезия (Alesia) e решаващата битка през късното лято на 52 година пр.н.е. между римляните на Юлий Цезар и галите (келтите) на Верцингеторикс. Победител е Цезар, който заздравява римското господство в Галия за векове.
След победата на Цезар Алезия става римски град (Опидум) в Галия. Верцингеторикс е хвърлен в затвор. Шест години след това Цезар се връща в Рим, за да празнува триумфа за своите победи в Галия, Египет, Мала Азия и Африка, при който Верцингеторикс е воден по улиците на Рим, окован във вериги, и след това по заповед на Цезар е удушен в Тулианум.
Градът Алезия днес се казва Alise Sainte-Reine. Намира се в департамент Кот д'Ор до Дижон, регион Бургундия.